# Uemura Shōen
Uemura Shōen (上村 松園, 23 de Abril de 1875 – 27 de Agosto de 1949) foi o pseudónimo de uma importante pintora japonesa dos períodos Meiji, Taishō e Shōwa. O seu nome verdadeiro era Uemura Tsune. Ela é mais conhecida pelas suas pinturas bijinga com mulheres bonitas no estilo nihonga, apesar de ter também produzido vários trabalhos com temas históricos e tradicionais.
Foi a primeira mulher japonesa a ser condecorada com a Ordem de Prestígio da Cultura, como reconhecimento pelo seu contributo para as artes. A sua pintura Jo no mai () foi também a primeira feita por uma mulher japonesa a ser classificada como ‘Propriedade Cultural Importante’ pela Agência de Assuntos Culturais.